# هبونيات
الهبونيات أو فصيلة بتينيدي أو عائلة الخنافس العنكبوتية (الاسم العلمي: Ptinidae)، هي فصيلة حشرات من رتبة غمديات الأجنحة تنتمي إلى الفصيلة العليا ذوات السبيبيات. هناك ما لا يقل عن 220 جنسًا و2200 نوعًا موصوفًا في الهبونيات مُنتشرة في جميع أنحاء العالم. تشمل الفصيلة خنافس العنكبوت وخنفساء الموت.

## الأجناس
- دركتوم